# Attentat (roman)
Pour les articles homonymes, voir Attentat (homonymie).
Attentat est le cinquième roman d’Amélie Nothomb, paru en 1997 chez Albin Michel.

## Résumé
Dans Attentat, la romancière nous propose deux personnages originaux. D’un côté Épiphane Otos, monstre de laideur mais esprit éclairé, fin et délicat. De l’autre Ethel, jeune comédienne astucieuse mais surtout d’une beauté incroyable. L’histoire est celle de l’Amour qu’Épiphane voue à Ethel. C’est également et surtout un prétexte pour disserter sur l’idée de norme.
Comme dans tous les livres d’Amélie Nothomb, les références littéraires (Notre-Dame de Paris par exemple), philosophiques et artistiques abondent.
L’usage d’un vocabulaire peu commun est également un trait essentiel du style de cette romancière.

## Commentaires
- Tout le propos de l’auteur tient dans le débat qu’elle propose sur la normalité. Qu’est-ce qu’une norme ? Quel est le rôle joué par la société, volontaire ou non, dans l’élaboration de celle-ci ? Beauté et Laideur, par le dialogue d’Épiphane et Ethel, sont les instruments choisis par Amélie Nothomb pour sa démonstration : nous sommes ballottés par le regard des autres, façonnés par lui. Plus largement, à travers la philosophie d’Épiphane Otos, Amélie Nothomb nous invite à remettre en question nos certitudes et se poser la question : l’avis que j’ai sur une chose, un fait, une idée, est-ce le fruit d’une réflexion personnelle ou l’absorption d’une conception que la société m’a proposée et que je n’ai pas reniée ?

- La scène d’encornement a été inspirée à Amélie Nothomb par le clip de la chanson Sans logique de Mylène Farmer, proche de l’écrivain.

- Plusieurs erreurs sont présentes dans cet ouvrage. L'auteur écrit notamment : « le carré de mon hypoténuse était égal à la somme de mes angles droits » alors qu'il eut fallu dire la somme des côtés formant angle droit car on est bien dans un triangle rectangle et non la somme des carrés des deux autres côtés, formule moins précise écrite ici auparavant, et : « Il était six heures du matin au Japon et donc quatorze heures chez Ethel », or, s'il n'est pas précisé dans le roman où habite Ethel — en France ou en Belgique, par exemple —, on sait cependant que c'est dans un proche pays d'Europe situé à l'ouest de l'Allemagne, grâce un fax rédigé par Épiphane pendant le trajet vers le Japon  et indiquant l'ordre des pays survolés, donc le décalage horaire avec le Japon n'est pas correctement pris en compte dans la citation (en janvier, mois où se déroule l'action, il est en fait 22 heures la veille au soir en France ou en Belgique lorsqu'il est 6 heures du matin au Japon)[1],[2].